# 우산동 (원주시)
우산동(牛山洞)은 대한민국의 강원특별자치도 원주시에 설치된 동이다.

## 개요
우산동은 원주 시청에서 동북쪽으로 5.5km 떨어져 있으며 남쪽으로는 원주시 단계동, 동쪽으로는 태장2동과 서쪽으로는 호저면 주산리와 경계를 이루고 있다. 1914년 행정구역 통폐합 때 우두산(牛頭山)의 이름을 따서 우산리(牛山里)라 하여 호저면(好楮面)에 편입되었다가 1955년 9월 1일 원주가 시로 승격하여 구역을 확장할 때 원성군 호저면 우산리가 원주시에 편입되어 우산동이 되었다.
원주시외버스터미널과 원주고속버스터미널이 우산동에 있었으나, 시설의 노후화로 인해 남원주IC 근처에 있는 단계동으로 각각 이전하였다.
그리고 관내에 있는 도로에는 우산로와 봉화로가 각각 있다.

## 법정동
- 우산동(牛山洞)
- 가현동(加峴洞)

## 교육
- 우산초등학교
- 진광중학교
- 진광고등학교
- 상지대학교
- 한국폴리텍대학 원주캠퍼스

## 경제
- 삼양식품 원주공장